# Šaputanje na jastuku
Šaputanje na jastuku je drugi samostojni studijski album Dada Topića. Album je izšel leta 1980 pri založbi PGP RTB.

## Seznam skladb
Avtor glasbe in besedil je Dado Topić, razen kjer je posebej napisano.
| A stran | A stran                                                   | A stran |
| Št.     | Naslov                                                    | Dolžina |
| ------- | --------------------------------------------------------- | ------- |
| 1.      | „Šaputanje na jastuku‟                                    | 2:39    |
| 2.      | „Djete rastavljenih roditelja‟ (Dado Topić/Danko Đuričić) | 4:08    |
| 3.      | „Ja imam auto‟                                            | 4:21    |
| 4.      | „Bombarder‟                                               | 3:02    |
| 5.      | „Daj mi malo love, tata‟                                  | 2:45    |
| 6.      | „Elizabet‟                                                | 3:40    |

| B stran | B stran                   | B stran |
| Št.     | Naslov                    | Dolžina |
| ------- | ------------------------- | ------- |
| 1.      | „Zvjezdana prašina‟       | 7:50    |
| 2.      | „Kad tata sređuje stvari‟ | 4:11    |
| 3.      | „Mojim prijateljima‟      | 6:32    |

## Zasedba
- Dado Topić – vokal, kitara
- Chris Nicholls – klaviature
- Dragan Gajić – bobni Slingerland
- Tomislav Šuh – bas kitara